# Nine to the Universe
Nine to the Universe – pośmiertnie wydana kompilacja studyjnych nagrań Jimiego Hendrixa i trzecia wyprodukowana przez producenta Alana Douglasa, zupełnie niepodobna do dwóch poprzednich Crash Landing i Midnight Lightning. Douglas tym razem nie edytował materiału poza usunięciem partii wokalnej Devon Wilson z utworu „Message from Nine to the Universe”. Pełne wersje kompozycji „Jimi/Jimmy Jam” i „Drone Blues” zostały zamieszczone na płycie Hear My Music, która ukazała się w 2004 roku.

## Lista utworów
Autorem wszystkich utworów jest Jimi Hendrix.
| Strona A | Strona A                            | Strona A |
| Nr       | Tytuł utworu                        | Długość  |
| -------- | ----------------------------------- | -------- |
| 1.       | „Message from Nine to the Universe” | 8:45     |
| 2.       | „Jimi/Jimmy Jam”                    | 8:04     |
|          |                                     | 16:49    |

| Strona B | Strona B        | Strona B |
| Nr       | Tytuł utworu    | Długość  |
| -------- | --------------- | -------- |
| 1.       | „Young/Hendrix” | 10:22    |
| 2.       | „Easy Blues”    | 4:30     |
| 3.       | „Drone Blues”   | 6:16     |
|          |                 | 21:08    |

## Artyści nagrywający płytę (tylko wykorzystane ścieżki)
- Jimi Hendrix – gitara, śpiew – A1
- Billy Cox – gitara basowa
- Mitch Mitchell – perkusja
- Buddy Miles – perkusja – A1
- Jim McCarty – gitara – A2
- Roland Robinson – gitara basowa – A2
- Larry Young – organy – B1
- Larry Lee – gitara rytmiczna – B2

### Daty nagrań poszczególnych utworów
- „Message from Nine to the Universe” – nagrano w studiu Record Plant w Nowym Jorku 29 maja 1969
- „Jimi/Jimmy Jam” – nagrano w Record Plant w Nowym Jorku 25 marca 1969
- „Young/Hendrix” – nagrano w Record Plant w Nowym Jorku 14 maja 1969
- „Easy Blues” – nagrano w Hit Factory w Nowym Jorku 25 czerwca 1969
- „Drone Blues” – nagrano w Record Plant 24 kwietnia 1969